# 捻軍

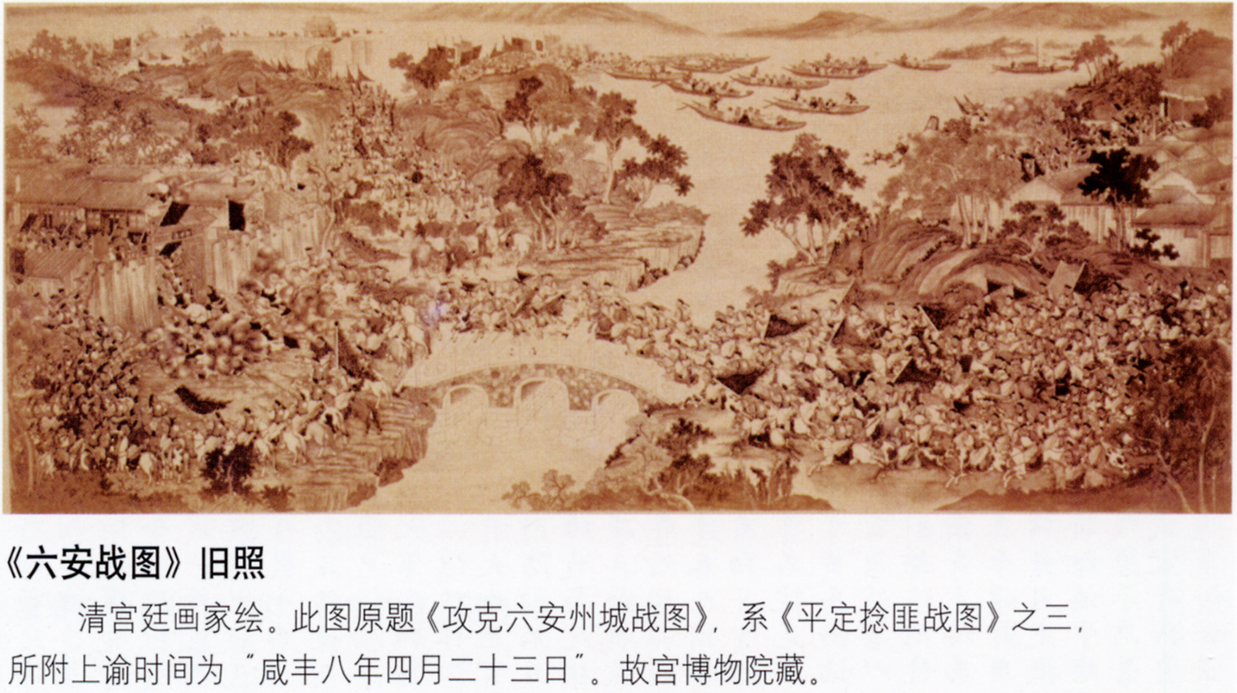
六安の戦い

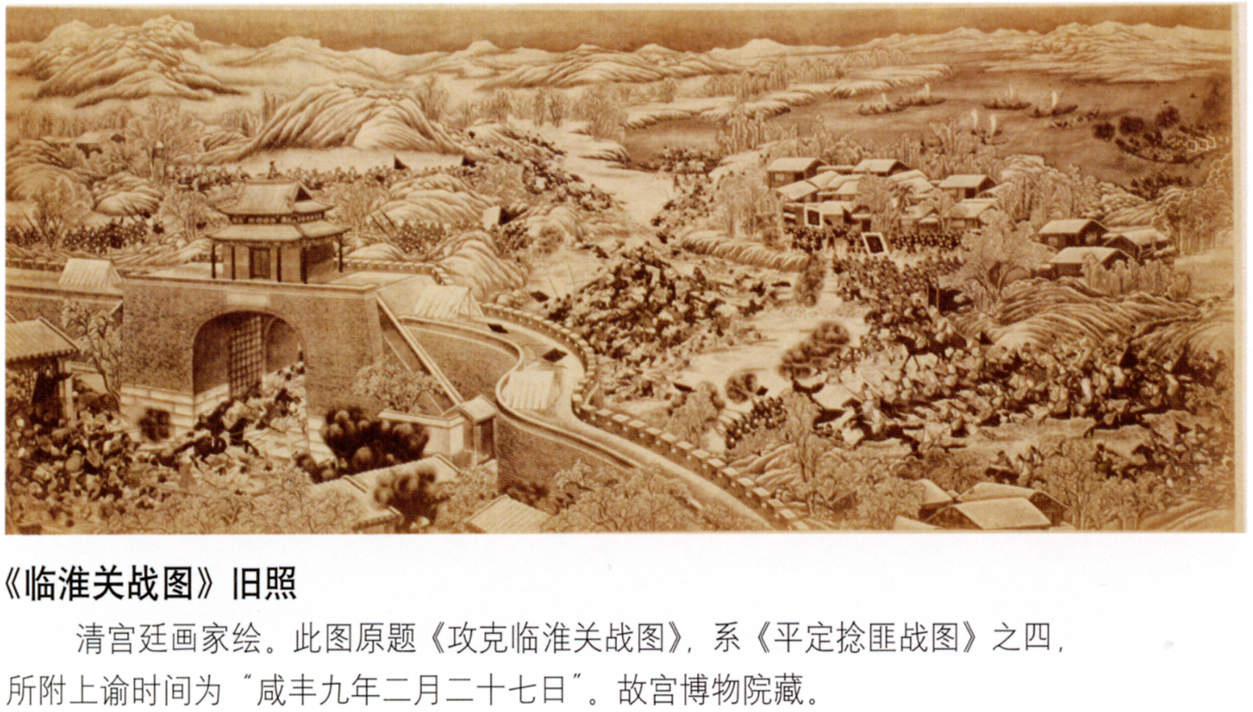
臨淮関の戦い

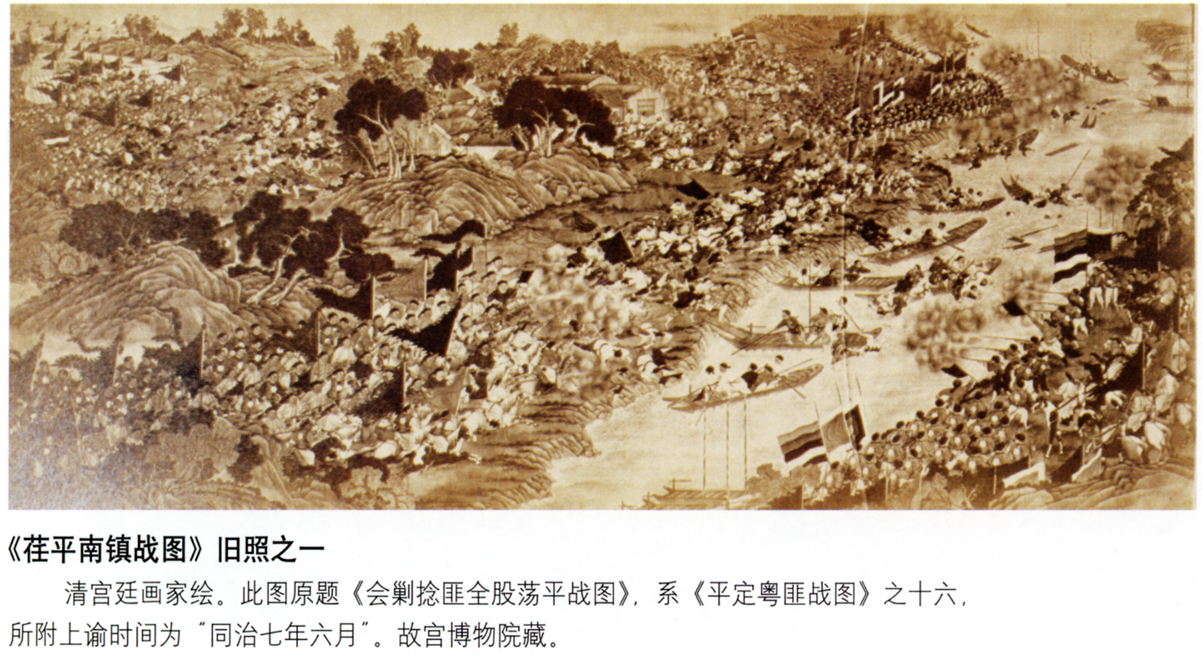
茌平南鎮の戦い

捻軍（ねんぐん）は、太平天国の乱と同時期に清に反抗した華北の武装勢力。清国側は捻匪や捻賊と呼ぶ。捻乱とも言う。「捻」とは「ひねる」「こよる」という意味の語であるが、淮河北方の方言では「一本一本の糸をよりあげる」ことから転じて「人々の集まり」を示す。捻軍の起源は「捻子」という遊民の集団で安徽省・河南省一帯に広がっていった。

## 捻軍起義
咸豊2年（1852年）の飢饉で加入者が増加すると、18名の首領が会合し、張楽行を盟主として活動が活発化した。咸豊3年（1853年）、太平天国が北伐を開始すると、安徽省・河南省の捻軍はこれに呼応していたるところで蜂起した。
咸豊5年（1855年）、黄河の堤防が決壊すると、山東省・安徽省北部・江蘇省北部の多くの民衆が難民となり、捻軍に加入した。捻軍は亳州で張楽行を「大漢盟主」とし、黄・白・藍・黒・紅の「五旗軍制」を制定し、雉河集を根拠地とした。数十万人が集まり、淮河の南北はみな捻軍という状況であった。咸豊6年（1856年）、交通の要衝の潁州三河尖を占領し、太平天国の陳玉成と緊密な連携を持つこととなった。
咸豊8年（1858年）から同治元年（1862年）まで捻軍は山東・江蘇・安徽を転戦する。これに対し清朝はモンゴル族の勇将センゲリンチン（僧格林沁）を投入、同治2年（1863年）にセンゲリンチンは雉河集を攻略し、張楽行を捕らえ処刑した。しかし同治3年（1864年）に太平天国が滅亡すると、太平天国の遵王頼文光は張楽行の甥の張宗禹ら捻軍の残存勢力と連合して組織の改編を行った。頼文光は捻軍の部将に太平天国の王号を授け、10万人の騎兵を擁するようになった。
同治4年（1865年）、捻軍は山東省の曹州でセンゲリンチンの騎兵部隊を壊滅させ（高楼寨の戦い）、英雄を失った清朝を震え上がらせた。清朝は曽国藩に捻軍の討伐を命じ、曽国藩は湘軍・淮軍8万を率いてあたったが、捻軍は包囲を突破して湖北省に入ったため、曽国藩は欽差大臣を解任され、李鴻章に代わった。
同治5年（1866年）、捻軍は東西に分かれ、東捻軍を頼文光・任柱・李蘊泰が指揮し、西捻軍は張宗禹・邱遠才・張禹爵が指揮して陝西省に入った。東捻軍は山東省で李鴻章に包囲され同治6年（1867年）の尹隆河の戦いで大きな打撃を受けた。西捻軍は左宗棠と戦っていたが、東捻軍の救援に向かった。同治7年（1868年）、東捻軍は山東省の膠萊河で全滅し頼文光は捕えられた。西捻軍は保定・天津に迫ったが、大雨で騎兵が動けず壊滅し、張宗禹は行方不明となった（一説に投水自殺したといわれる）。
こうして十数年にわたって安徽・河南・山東・江蘇・湖北・陝西・山西・直隷の8省を駆け巡った捻軍の戦いは終結したのである。

## 人物

### 前期捻軍
- 黄旗：張楽行（大漢盟主）
- 白旗：龔得樹（軍師）
- 黒旗：蘇天福・王貫三
- 紅旗：侯士偉
- 藍旗：韓奇峰

### 後期捻軍
- 遵王 頼文光
- 梁王 張宗禹
- 荊王 牛宏升
- 魯王 任柱
- 幼沃王 張禹爵
- 魏王 李蘊泰
- 淮王 邱遠才

## 関連書籍
- 並木頼寿『捻軍と華北社会－近代中国における民衆反乱－』（研文出版、2010年）